# Казахская культура
Казахская культура – культура казахского народа, формировавшаяся на протяжении нескольких веков на территории современного Казахстана.                     Современный Казахстан переживает период национального возрождения; в докладе бывшего президента Н. А. Назарбаева перемены в стране характеризуются как возрождение национальной государственности. Так же возрождаются и народные ремесла, народные обычаи, обряды и национальные виды спорта, религия титульной нации, национальное образование и казахский язык, песенный жанр и стихосложение на казахском языке.

На XIII сессии Ассамблеи народа Казахстана Глава государства Н. А. Назарбаев  подчеркнул:
мы должны приложить все усилия для дальнейшего развития казахского языка, который является главным фактором объединения всех казахстанцев. В то же время создать благоприятные условия, чтобы представители всех проживающих в стране народностей могли свободно говорить, обучаться на родном языке, развивать его.
Закон Республики Казахстан от 24 декабря 1996 года № 56-I «О культуре» регулирует общественные отношения в сфере создания, возрождения, сохранения, развития, использования и распространения казахской национальной культуры, культуры других народов Казахстана.

## Особенности

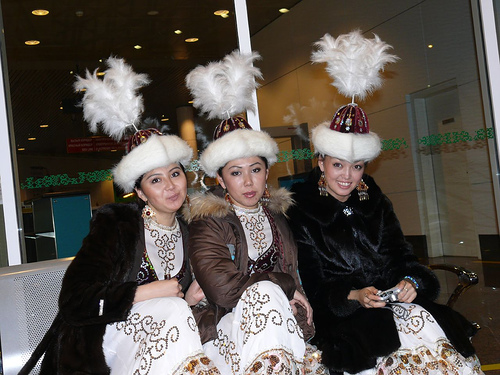
Костюмы

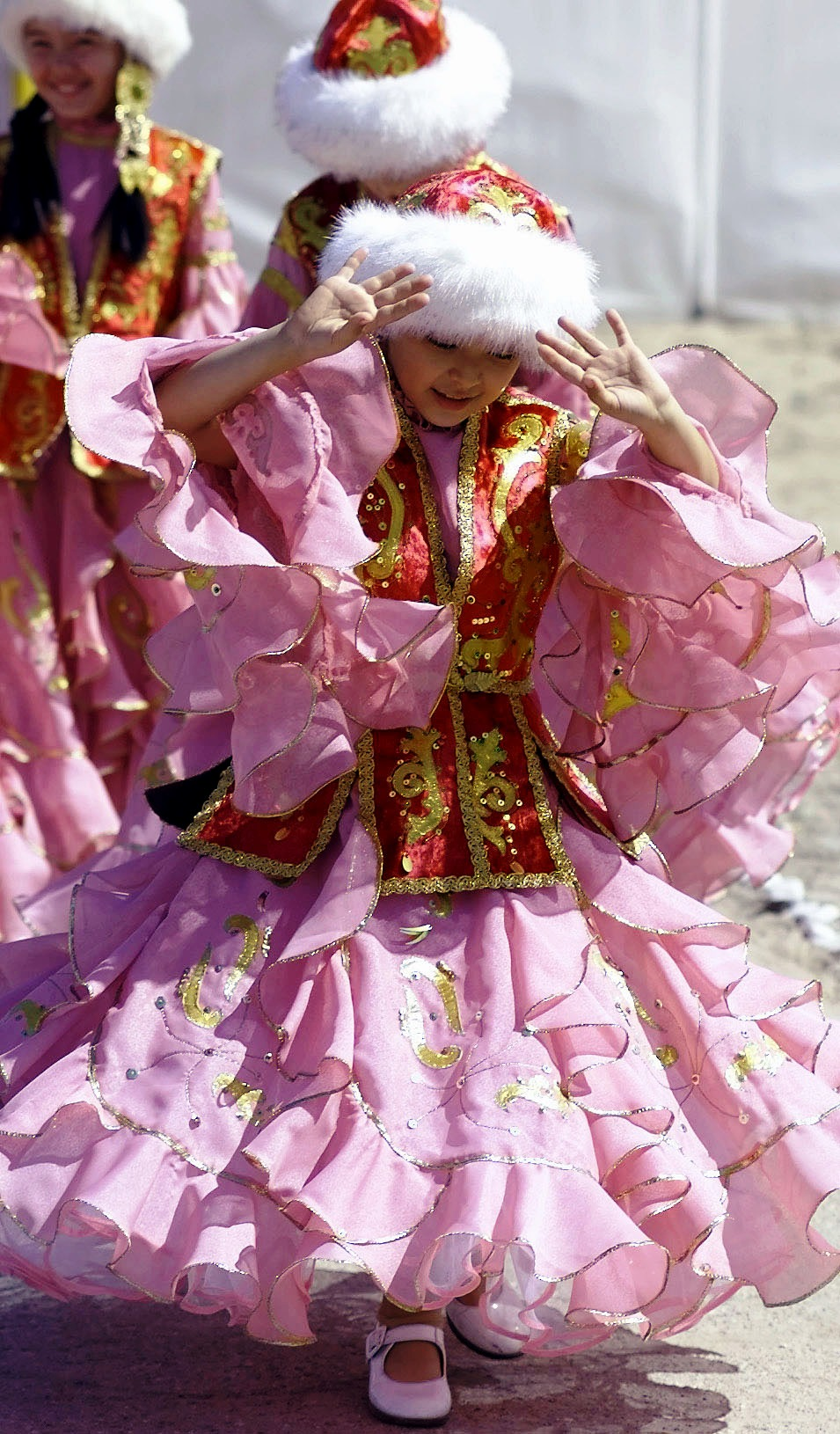
Казашка

Очень много различных понятий, характеризующих культуру Казахстана, и каждое заслуживает отдельной статьи.
Предметы быта, такие как: Юрта, Степные зергеры, Пиала, Национальная одежда казахов, Тюбетейка, Саукеле.
Музыкальные инструменты: домбра, кобыз.
Множество специальных названий для профессий и положения в обществе: Акын, Бий, Жырау, Каган, Хан, Батыр.
Множество терминов обозначающих праздники и мероприятия.
- Айтыс — импровизированное состязание двух акынов, форма устной народной песенной поэзии.
- Наурыз — праздник прихода весны по астрономическому солнечному календарю у иранских и тюркских народов.
- Алтыбакан — качели на шести столбах
- «Шежире» (Шежіре, дословно - родословная) — особая форма исторической памяти народа, посвященная истории, так называемая «степная устная историография».[14] В Шежире записаны имена отцов, поколение за поколением.

## Традиции
Современный Казахстан переживает период национального возрождения и возрождение национальной государственности.
Ранее имело место сознательное изживание и уничтожение традиций на протяжении всего двадцатого века. За семидесятилетний советский период в Казахстане боролись с пережитками прошлого.                                                                                                                                                                                   В Казахстане к традициям относятся очень серьезно.
- Историческая традиция и экономические возможности легли в основу разработки внешнеполитических задач и играют там определенную и важную роль. Эти задачи были поставлены Главой государства как первостепенное, и они нашли отражение во внешнеполитической концепции Казахстана.[15]
- Традиция оказалась одной из составляющих девиза председательства Казахстана в ОБСЕ (четыре «Т» — «trust» (доверие), «tradition» (традиции), «transparency» (прозрачность) и «tolerance» (толерантность)).[16]
- На этих же принципах (4T) базируется Доктрина национального единства.[17]

### Национальные виды спорта

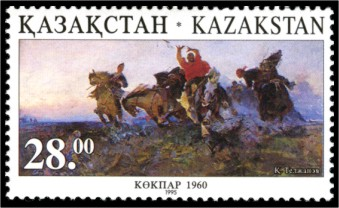

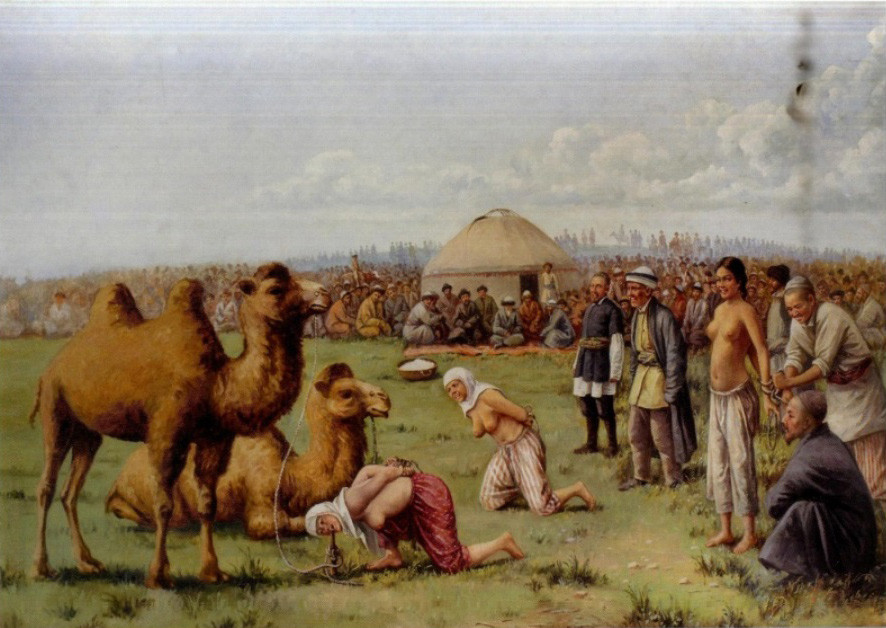
Николай Хлудов. «Туйе шешу», 1920 г.

- Байга — скачка на расстояние 10 шакырым (один «шакырым» — приблизительно равен половине километра. Обычно равнялось дистанции, с которой можно было докричаться до другого человека и позвать его: «шақыру» — «звать».)
- Аламан-байга — скачки на длинные дистанции (40 шакырым)
- Жорга-жарыс — скачки иноходцев
- Кыз куу (погоня за девушкой) — догонялки на лошадях между девушкой и парнем
- Кокпар — козлодрание (борьба конников за тушу козла)[18]
- Тенге алу — подними монету на скаку и прочая джигитовка
- Саис — борьба сидя на лошадях
- Казакша курес — национальная казахская борьба
- Тогыз кумалак — девять шариков (настольная игра)
- Туйе шешу — развязывание верблюда
- Асык[19] — игра бараньими коленными косточками на площадке (аналогичная игре в бабки)[20].
- Жамбы ату — стрельба по высоко подвешенной мишени «жамбы» верхом на быстро скачущей лошади.
- Тартыспак — командная верховая игра на стаскивание с лошадей.

## Кинематограф
Киностудия Казахфильм имени Шакена Айманова

## Музыка
См. 200 казахских песен

## Архитектурные памятники и здания
- Мавзолей Ходжи Ахмеда Яссави в городе Туркестан — объявлен ЮНЕСКО Всемирным наследием.
- Мавзолей Арыстан-баба памятник древнего зодчества XI века в городе Туркестан (город).
- Некрополь Бекет-Ата
- Мавзолей Бабаджи хатун, памятник древнего зодчества XI века в городе Тараз.
- Мавзолей Айша-биби, памятник XII века в городе Тараз.
- Байтерек
- Коктюбе
- Монумент Независимости в г. Алма-Ата
- Спортивный комплекс Медео
- Гостиница Казахстан

В 2009 году были восстановлены исторические памятники, которые раньше не реставрировались. По словам министра культуры и информации, в целом в 2009 году было проведено 49 археологических исследований. Организованы работы по восстановлению 26 историко-культурных памятников.

## Язык
Каза́хский язы́к (каз. қазақ тілі, قازاق ٴتىلى, qazaq tili) — государственный язык Республики Казахстан.
Казахский язык входит в кыпчакскую подгруппу тюркских языков (татарский, башкирский, карачаево-балкарский, кумыкский, караимский, крымскотатарский, каракалпакский, карагашский, ногайский). Вместе с ногайским, каракалпакским и карагачским языками относится к кыпчакско-ногайской ветви.

## Национальная кухня
Основа многих блюд - «Ет» (мясо). Самое распространенное блюдо — это бешбармак, который состоит из варёной свежей конины, иногда баранины с кусочками тонко раскатанного варёного теста (камыр). К блюду подается подливка из лука припущенного в жире от бульона. Также популярны куырдак (жареные кусочки печени, почек, легких, сердца и т. п.), кеспе или салма (лапша), сорпа (мясной бульон), ак-сорпа (молочный суп с мясом, или просто мясной суп с куртом). К основным блюдам нередко относят также и разнообразные варёные колбасы — казы (колбаса из конины, делится по степени жирности), карта, шужык. Ранее к основным блюдам также относился когда-то популярный у пастухов фаршированный желудок, испекаемый в золе (аналог хаггиса), но сейчас он относится к экзотике даже у казахов.
Популярными блюдами являются: «сірне» (приготовленная в казане жареная молодая баранина с луком и картофелем) и «палау» (плов по-казахски с большим количеством мяса и моркови)
Из рыбных блюд наиболее известен Коктал — рыба горячего копчения, заправленная овощами.

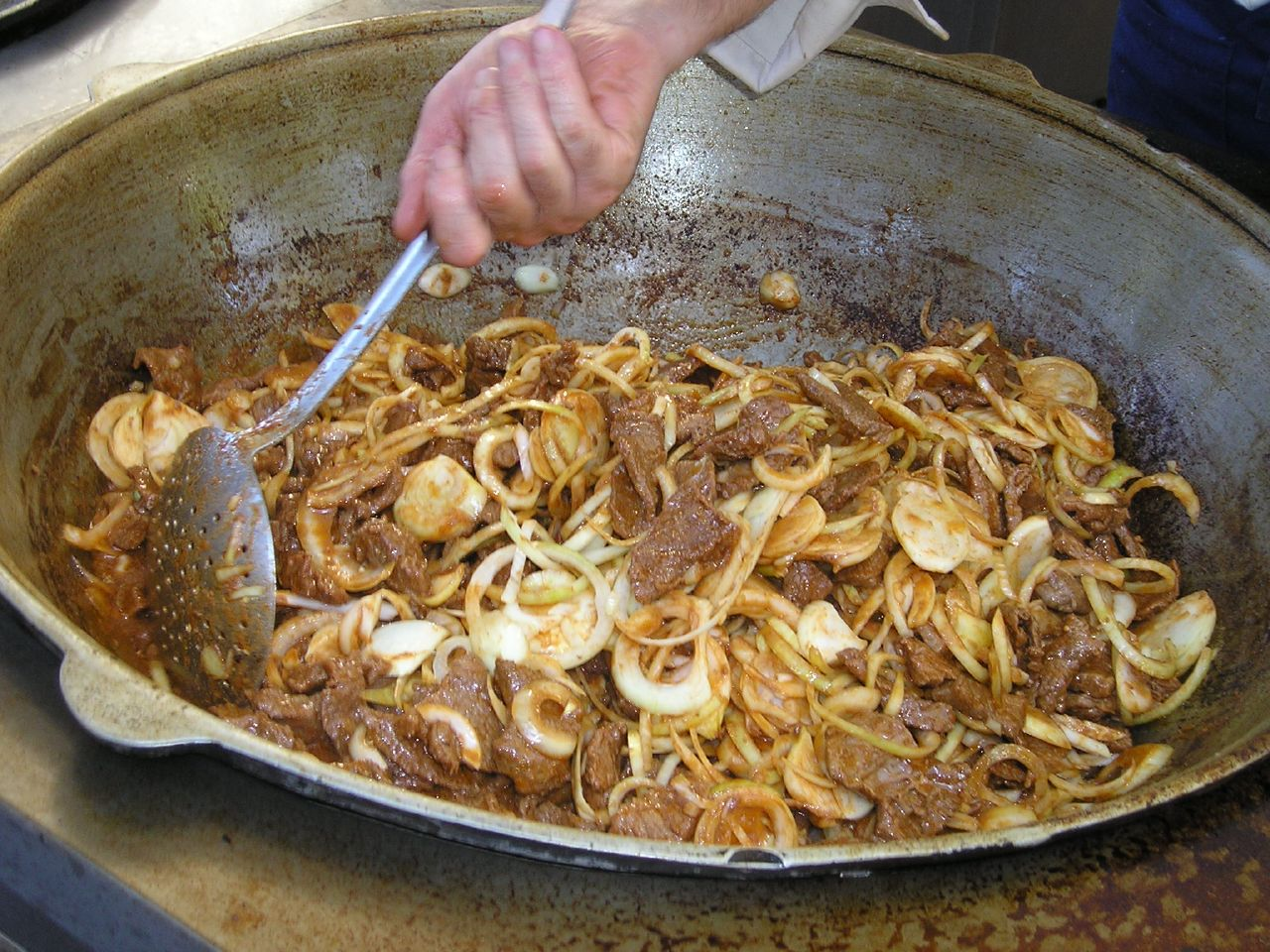
Куырдак — традиционное казахское мясное блюдо

Для приготовления блюд широко используются баранина, говядина, конина, реже верблюжатина. Использование рыбы и морепродуктов традиционно для жителей побережья Каспия и Арала. В связи с кочевым образом жизни, птица не разводилась, и присутствовала лишь в качестве дичи у охотников.
Кроме мясных блюд, существует большое разнообразие молочных блюд и напитков: кумыс (кислое кобылье молоко), шубат (кислое верблюжье молоко), сут (коровье молоко), айран (кефир), каймак (сметана), килегей (сливки), сары-май (подсоленое сливочное масло), сузбе (творог), катык (среднее между простоквашей и творогом), курт (высушенный солёный творог), иримшык (сушеный творог из овечьего молока), шалап или ашмал (жидкий йогурт), коже (напиток со злаками) и др.
К известным сладостям относится «шертпек» — это смесь меда и конского жира от «казы». В основном было на дастархане у казахских баев.
Традиционный хлеб трех видов: баурсаки — жареные в кипящем масле в казане круглые или квадратные кусочки теста, лепешки жаренные в кипящем масле -шелпек и «таба-нан», тандырный — лепешки, испечённые в глиняных сковородах под кизяком. Наиболее распространёнными являются баурсаки, так как они легко готовятся в походных условиях — в казане, и ныне традиционно готовятся для любого праздника, несомненно являясь дополнительным украшением праздничного стола, в то время, как тандырный требует тандырных печей и пёкся в основном в оседлых местах (города на Великом Шёлковом Пути, некоторые зимние стойбища с пастбищами (қыстау — зимовья)).
Также: «талкан», «жарма», «жент», «балауыз», «балкаймак», Токаш, Чак-чак
Основные разновидности традиционного хлеба: Таба-нан (таба-сковорода) — хлеб испеченый на углях (тесто печется меж двух сковород), баурсак (маленький колобок), шельпек (тонкая лепёшка), шек-шек (чак-чак) и тандыр-нан.
Из напитков основным является чай. Любой дастархан заканчивается чаепитием. Причём, чай по-казахски — это крепкий чай со сливками, так же, как чай по-английски. Потребление чая жителями Казахстана одно из самых высоких в мире — 1,2 килограмма в год на человека. Для сравнения, в Индии оно составляет лишь 650 граммов на душу населения.